# Sommerschafweide in Buchhausen (Eglingen)
Die Sommerschafweide in Buchhausen ist ein vom Landratsamt Münsingen am 31. Mai 1955 durch Verordnung ausgewiesenes Landschaftsschutzgebiet auf dem Gebiet der Gemeinde Hohenstein.

## Lage
Das 7,1 Hektar große Landschaftsschutzgebiet liegt etwa 1,5 km südöstlich des Hohensteiner Ortsteils Eglingen im Gewann Buchhausenwald an der Gemeindegrenze zu Hayingen. Es gehört zum Naturraum Mittlere Kuppenalb.
Geologisch stehen hauptsächlich die Oberen Massenkalke des Oberjuras an.

## Landschaftscharakter
Das Landschaftsschutzgebiet ist infolge der Nutzungsaufgabe heute weitgehend durch Sukzession oder Aufforstung bewaldet.